# Ivana Hoffmann

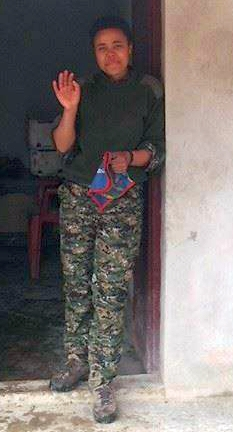
Ivana Hoffmann in Rojava

Ivana Hoffmann (* 1. September 1995 in Emmerich; † 7. März 2015 in Tell Tamer, Syrien) war eine deutsche Kommunistin aus Duisburg. Als Mitglied der Marxistisch-Leninistischen Kommunistischen Partei Nordkurdistan-Türkei (MLKP) an der Seite von Angehörigen der kurdischen Volksverteidigungseinheiten (YPG) und Frauenverteidigungseinheiten (YPJ) wurde sie am 7. März 2015 unter dem Kampfnamen Avaşin Tekoşin Güneş in einem Gefecht gegen bewaffnete Kräfte des Islamischen Staates (IS) im syrischen Tell Tamer getötet. Sie gilt als erste Deutsche und erste ausländische Frau, die im bewaffneten Kampf gegen den IS ums Leben kam. Sie war die dritte Person, die 2015 als Freiwillige aus dem Westen im Kampf gegen den IS starb.
Hoffmann war Tochter einer Deutschen und eines Togolesen und hatte bis 2014 die zwölfte Klasse der Aletta-Haniel-Gesamtschule im Duisburger Stadtteil Ruhrort besucht, die sie ohne Fachabitur zugunsten ihrer Beteiligung am Kampf gegen den IS verlassen habe. In Duisburg war Hoffmann in der Gruppe Young Struggle aktiv, der eine Nähe zur MLKP nachgesagt wird. Dort hat sie sich seit ihrem 13. Lebensjahr besonders gegen Rassismus und Sexismus engagiert. Sie soll 2011 mit der MLKP in Verbindung gekommen sein und reiste 2014 in die nordsyrische Region Rojava, um dort die Kurden im Kampf gegen den Islamischen Staat zu unterstützen.

## Tod und Nachleben
Nach Aussage der MLKP, der sie sich dort angeschlossen haben soll, habe sie sich bereits ein halbes Jahr im „Kanton Cizîrê“ aufgehalten und dort verschiedene Aufgaben übernommen. Nach Medienberichten soll sie sich möglicherweise auch am Kampf um Kobanê beteiligt haben. Zum Zeitpunkt ihres Todes hielt sie sich in Tell Tamer auf, wo es seit Wochen immer wieder zu heftigen Gefechten zwischen Kurden und dem IS gekommen sein soll. Der IS soll dort mehrere christliche Dörfer überfallen haben. Hoffmann sei am 7. März 2015 um 3 Uhr Ortszeit bei der erfolgreichen Verteidigung Tell Tamers gestorben. Sie erlitt zwei Schusswunden, von denen die zweite tödlich war. Am 12. März 2015 wurde der Leichnam Hoffmanns Presseberichten zufolge an der syrisch-türkischen Grenze an ihre Familie übergeben.
Die Staatsanwaltschaft Duisburg beschlagnahmte den Leichnam zeitweilig, um ihn obduzieren zu lassen. Die Bundesanwaltschaft prüft, ob sie gegen die Marxistisch-Leninistische Kommunistische Partei (MLKP) strafrechtlich vorgehen muss. Es wird ermittelt, ob Anhänger der Organisation wegen Mitgliedschaft oder Unterstützung einer ausländischen terroristischen Vereinigung angeklagt werden müssen. Das Solidaritätskomitee Ivana Hoffmann bewertet diesen Vorgang als „Skandal“.
Am 14. März 2015 wurde in Duisburg eine Kundgebung mit anschließendem Trauermarsch im Gedenken an Hoffmann mit Teilnehmern aus dem marxistisch-leninistischen Spektrum durchgeführt. Verschiedene Quellen sprechen von über 500 bis zu 6000 Teilnehmern. Außerdem war die Familie Hoffmanns zugegen. Der Marsch begleitete den Sarg Hoffmanns vom Amtsgericht im Stadtteil Hamborn zum Friedhof Bügelstraße in Meiderich, wo die Frau beigesetzt wurde. Auf der Veranstaltung sprachen neben Repräsentanten kommunistischer Organisationen aus Deutschland, Spanien und der Türkei auch hochrangige Vertreter der kurdischen Freiheitsbewegung wie die Vorsitzende der HDP Figen Yüksekdağ und Salih Muslim, der Vorsitzende der PYD.